# 半旅団
半旅団（はんりょだん、フランス語: demi-brigade）は、フランス革命戦争当時のフランス陸軍において初めて用いられた編制単位。准旅団
（じゅんりょだん）ともいう。「demi-（ドゥミ）」とはフランス語で「半分の」という意味である。
フランス革命戦争に際して大量の未熟練義勇兵が加わったことにより、歩兵各部隊ごとの練度に著しい格差が生じたが、これを解消するために、熟練部隊と未熟練部隊の混成（アマルガム）で新たに編成したのが半旅団である（「アマルガム#広義のアマルガム」参照）半旅団指揮官の階級は大佐相当で「シェフ・ド・ブリガード（chef de brigade）」と呼ばれた。
「半旅団」という呼び名は、「連隊」（Régiment）の語が持つ、旧体制（アンシャン・レジーム）の封建的な響きを避けるために選ばれた。しかしナポレオン・ボナパルトは1803年にこの言葉を廃止し、「半旅団」は「連隊」に改称された。「半（准）旅団」という呼び名はその後も特定の部隊、例えば第13外人准旅団などに限って使用された。現在のフランス陸軍の常備組織としての半（准）旅団はその第13外人准旅団のみである。

## 背景

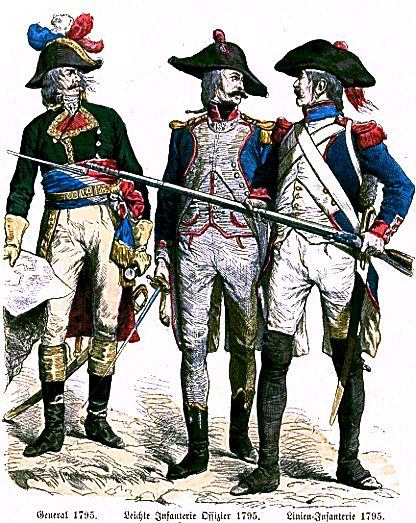
革命期の軍装。左から将官、軽歩兵将校、戦列歩兵

1792年4月20日にフランス立法議会はオーストリアへの宣戦布告を決議し、それとともにプロイセンもフランスとの戦いに加わった。1792年の戦況はフランスに有利に推移し、オーストリア領ネーデルラント（現ベルギー）とドイツの一部を征服した。しかし、1793年1月21日に国王ルイ16世をギロチンにかけたことにより、フランスは、オーストリア、プロイセンだけでなく、イギリスやドイツ諸邦、サルデーニャ王国、スペインなどを含む対仏大同盟との戦争を始めることになった。
1793年中頃までには、フランスは1792年に征服したすべての土地を失い、複数の正面で戦っていて、諸外国の侵入を受ける恐れがあった。この揺り返しを覆すために、フランスは数々の手立てを講じた。1793年8月後半、ラザール・カルノーの発案により「国民皆兵（ルヴェ・アン・マッス、levée en masse）」制すなわち若い未婚の男子に対する大規模な徴兵制を導入した。同じく8月後半には、歩兵部隊を混合編成（アマルガム）する法律も通過し、「半旅団」が形成されることとなった。
半旅団はフランス革命軍の構成要素として1794年に組織され、1個師団は3個旅団から成り、1個旅団は3個大隊から成っていた。

## 半旅団
フランス革命軍の歩兵部隊がまず直面した問題は統一の欠如だった。陸軍には、おおまかに3つのタイプの歩兵が存在し、それぞれユニフォームも、組織も、装備も、賃金までも異なっていた。
1. 正規歩兵 - ブルボン王朝の旧王立連隊の後継として、訓練も装備も比較的良く、白い制服とタールトンヘルメットを着用。
2. 国民衛兵 - 訓練も装備もやや劣り、青い制服を着用。
3. 「連盟」義勇兵部隊 - 訓練も装備も乏しく、赤いフリジア帽と三色の円形章以外は制服と言えるようなものは無い。

各部隊の相違は補給の問題として現れ、またその給与の違いによる部隊間の不和も生じた。
「半旅団」の目的は、異なる3種類の部隊を一つにまとめ、同一の装備、組織、賃金および制服を与えることだった。「半旅団」は、3個歩兵大隊から成っており、その構成は王立陸軍の流れを汲む正規歩兵1個大隊と、義勇兵または国民衛兵いずれかの2個大隊であった。それぞれの大隊はみな擲弾兵（重歩兵）1個中隊と銃兵（通常歩兵）8個中隊という同一の組織になっていた。書類上では、「半旅団」は2,437名の兵士と4門の6ポンド砲を持つことになっていた。
国民皆兵制はフランス陸軍の規模を一挙に拡大させ、1794年8月までには100万人以上（1,075,000人）が武装していた。半旅団は歩兵部隊を組織する合理的で単純な方法であったが、当時の戦争状況のため、編成が進んだのは1794年になってからだった。いくつかの半旅団が別々に、あるものは戦列歩兵（「戦闘半旅団」（Demi-brigade de Bataille）（1792年-1796年）、「戦列歩兵半旅団」（Demi-brigade d'Infanterie de Ligne）（1796年-1803年）として、あるものは軽歩兵（「軽歩兵半旅団」（Demi-brigade d'Infanterie Légère）として編成されたが、いずれも兵器や装備の統一が取れていなかった。フランス革命戦争の進展とともに、各半旅団は特定の色の制服を着用するようになった。
1794年後半までに、フランスはオーストリア領ネーデルラントとドイツのラインラントの再征服を完了した。半旅団は、1795年のフランス政体の総裁政府への移行、ナポレオンのイタリア遠征の成功による1797年の第一次対仏大同盟の終了、第二次対仏大同盟の成立による戦争の再開、1799年のナポレオンの権力掌握と執政政府の成立、という期間を通じて存在し続けた。

## 半旅団の消滅
1802年のアミアンの和約により平和が回復すると、ナポレオンは1803年に歴史的な用語である「連隊」の復活を命じた。「半旅団」は連隊に改称された。
しかし、半旅団という用語は、ナポレオン時代以降たびたびフランス軍部隊の呼び名として復活した。今日最もよく知られた例は、第13外人准旅団（現在のフランス軍で唯一の常備編制の半旅団）である。

## ポーランド軍の半旅団
ポーランドの第二共和国は、国境防衛隊（1927年）および国民防衛隊（1937年以降）の編成単位として半旅団（ポーランド語: Półbrygady）を採用した。

## 参考資料
- Blanning, T. C. W., The French Revolutionary Wars, 1787-1802. Arnold, 1996.
- Connelly, Owen. The Wars of the French Revolution and Napoleon, 1792-1815. Routledge, 2006.
- Crowdy, Terry. French Revolutionary Infantry, 1789–1802. London: Osprey Publishing Ltd., 2004. ISBN 1-84176-660-7